# Liste der Mitglieder des Landtags des Herzogtums Sachsen-Altenburg (1874–1876)
Diese Liste gibt einen Überblick über alle Mitglieder des Landtages des Herzogtums Sachsen-Altenburg von 1874 bis 1876.

## Allgemeines
Die Abgeordneten wurden gemäß dem Wahlgesetz vom 31. Mai 1870 bestimmt. Der Landtag bestand danach aus 30 direkt gewählten Abgeordneten: Neun Abgeordnete wurden von der Stadtbevölkerung, zwölf von der Landbevölkerung und neun von den Höchstbesteuerten gewählt. Das passive Wahlrecht hatte jeder steuerpflichtige männliche Staatsbürger, der das 25. Lebensjahr erreicht hat. Die Abgeordneten wurden für drei Jahre gewählt.

## Liste
| Name                                                             | Kurie            | Wahlbezirk      |                        | Beschreibung                               |
| ---------------------------------------------------------------- | ---------------- | --------------- | ---------------------- | ------------------------------------------ |
| Karl Lippold                                                     | Höchstbesteuerte | 1               | Altenburg              | Kommerzienrat                              |
| Karl Findeisen                                                   | Höchstbesteuerte | 2               | Altenburg              | Stadtgerichtsamtmann                       |
| Johann Borzig                                                    | Höchstbesteuerte | 3               | Obermolbitz            | Gutsbesitzer                               |
| Julius Petzold                                                   | Höchstbesteuerte | 4               | Dippelsdorf            | Gutsbesitzer                               |
| Julius Hans von Thümmel                                          | Höchstbesteuerte | 5               | Röddenitz              | Geheimrat                                  |
| Bernhard Julius Hermann                                          | Höchstbesteuerte | 6               | auf Posterstein        | Rittergutsbesitzer                         |
| Christian August Hesse                                           | Höchstbesteuerte | 7               | Eisenberg              | Gerichtsamtmann, Justizrat, Dr. jur.       |
| Ernst Friedrich von Beust                                        | Höchstbesteuerte | 8               | auf Serba              | Graf und Herr, Kammerherr                  |
| Alexander Wolfgang von Schwarzenfels genannt von Rothkirch-Trach | Höchstbesteuerte | 9               | auf Altenberga         | Rittergutsbesitzer, Kammerherr             |
| Gustav Richard Wagner                                            | Städte & Land    | 1, 1. Abteilung | Altenburg              | Appellationsgerichtsvizepräsident, Dr. jur |
| Ernst Theodor Göpel                                              | Städte & Land    | 1, 2. Abteilung | Altenburg              | Advokat                                    |
| Moritz Laurentius                                                | Städte & Land    | 1, 3. Abteilung | Altenburg              | Oberbürgermeister, Geheimer Regierungsrat  |
| Karl Hauschild                                                   | Städte & Land    | 2, 1. Abteilung | Ronneburg              | Amtsgerichtsrat, Justizrat                 |
| Friedrich Hermann Weber                                          | Städte & Land    | 2, 2. Abteilung | Schmölln               | Justizrat, Gerichtsamtmann                 |
| Gotthold Schellenberg                                            | Städte & Land    | 2, 3. Abteilung | Schmölln               | Restaurateur                               |
| Johann Kühn                                                      | Städte & Land    | 3, 1. Abteilung | Garbisdorf             | Amtsvorsteher, Guts- und Gasthofsbesitzer  |
| Mollo Kresse                                                     | Städte & Land    | 3, 2. Abteilung | Lehma                  | Amtsvorsteher, Gutsbesitzer                |
| Friedrich August Späte                                           | Städte & Land    | 3, 3. Abteilung | Langenleuba-Niederhain | Maurermeister                              |
| Hans Schade                                                      | Städte & Land    | 4, 1. Abteilung | Selleris               | Gutsbesitzer                               |
| Julius Burkhardt                                                 | Städte & Land    | 4, 2. Abteilung | Burkersdorf            | Gutsbesitzer                               |
| Karl Rother                                                      | Städte & Land    | 4, 3. Abteilung | Gessen                 | Gutsbesitzer, Amtsvorsteher                |
| Gustav Adolph Glatzer                                            | Städte & Land    | 5, 1. Abteilung | Roda                   | Justizrat, Advokat                         |
| Florentin Robert Rützer                                          | Städte & Land    | 5, 2. Abteilung | Eisenberg              | Bürgermeister                              |
| Meyer                                                            | Städte & Land    | 5, 3. Abteilung | Kahla                  | Bürgermeister                              |
| Christian Friedrich Kluge                                        | Städte & Land    | 6, 1. Abteilung | Etzdorf                | Gutsbesitzer                               |
| Louis Köhler                                                     | Städte & Land    | 6, 2. Abteilung | Weißbach bei Roda      | Mühlenbesitzer, Amtsschulze                |
| Friedrich Bauer                                                  | Städte & Land    | 6, 3. Abteilung | Klosterlausnitz        | Amtsschulze                                |
| Karl Hermann von Beust                                           | Städte & Land    | 7, 1. Abteilung | auf Langenorla         | Kammerherr, Freiherr                       |
| Konrad Ludwig Gerstenbergk                                       | Städte & Land    | 7, 2. Abteilung | Roda                   | Kreishauptmann                             |
| Gustav Müller                                                    | Städte & Land    | 7, 3. Abteilung | Mötzelbach             | Gutsbesitzer                               |